# Veltheimia
Veltheimia — рід багаторічних рослин з родини Asparagaceae, підродини Scilloideae. Ендемік для Південної Африки. Вид названий на честь Августа Фердинанда фон Вельтгайма.
Існує два прийнятих види:
- Veltheimia bracteata  Harv. ex Baker
- Veltheimia capensis (L.) DC.